# Cornelis Adriaan Bergsma

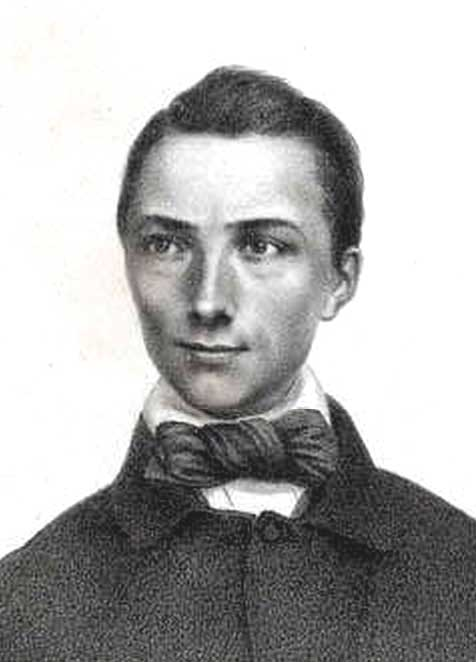

Cornelis Adriaan Bergsma (Leeuwarden, 12 juni 1798 - Utrecht, 22 juni 1859) was een Nederlands botanicus en hoogleraar. 
Hij stamde af van het Fries protestants geslacht Bergsma van waar de voorouders Hollandse boeren waren. Opgegroeid in een woelige periode waarin de provincie Friesland grote veranderingen onderging op het gebied van economie en politiek, die ook voelbaar waren bij de familie Bergsma. Ondanks zijn hoge status had de jonge Fries zowel professioneel als privé veel meegemaakt. Als promovendus verliet hij definitief zijn vaderprovincie en begon een carrière als plattelandsdokter in het Noord-Hollandse Hoorn. Al gauw werd zijn wetenschappelijke kennis op de proef gesteld en in de praktijk omgezet als buitengewoon hoogleraar in de toegepaste scheikunde aan de Universiteit Gent die toen onderdeel uitmaakte van het Koninkrijk der Nederlanden.
Tijdens de Belgische Revolutie keerde hij bij benoeming van koning Willem I terug naar de Universiteit Utrecht, waar hij werd aangesteld als hoogleraar in botanie en landhuishoudkunde. Hij bekleedde deze functie tot aan zijn dood in het jaar 1859. 
Bergsma hield zich ook bezig met de maatschappelijke ontwikkelingen binnen de agrarische sector en verbeterde onder meer de procedure van soepbedeling voor armoedige mensen in de stad Utrecht. Bergsma stond ook open voor onderzoek en ontwikkeling van innovatieve technieken.
Bergsma was goed in het analyseren van problemen en het overdragen van kennis aan elke geïnteresseerde student en volwassene. Tegelijkertijd droeg hij een steentje bij aan de professionalisering van de botanie en landhuishoudkunde. 

## Privé
Bergsma was een zoon van de Friese advocaat mr. Willem Bernardus Bergsma (1760-1820) en diens tweede echtgenote Sjoukje Scheltema (1757-1813). Hij trouwde in 1828 met Johanna Theodora van Schermbeek (1803-1876) met wie hij negen kinderen kreeg en uitgebreid verder nageslacht. Een van zijn zonen was mr. Jacob Hendrik Bergsma (1838-1915), minister van Koloniën. Een dochter trouwde met een telg uit het geslacht Baert.
- Bibliothèque nationale de France: cb107424719 (data)
- Biografisch Portaal: 05965854
- Digitale Bibliotheek voor de Nederlandse Letteren: berg109
- Gemeinsame Normdatei: 116133961
- International Standard Name Identifier: 0000 0000 1061 9051
- Library of Congress Control Number: no2021037751
- Nederlandse Thesaurus van Auteursnamen: 070270422
- Système universitaire de documentation: 250074648
- Virtual International Authority File: 74595431